# مهندسی صدا

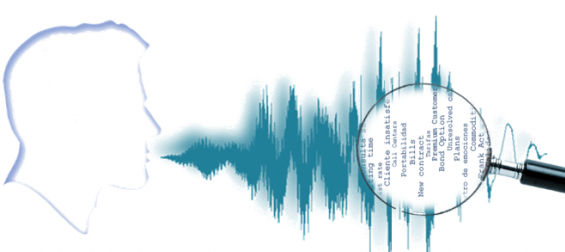
مهندسی صدا و سیستم‌های تشخیص خودکار گفتار به متن

مهندسی صدا یا مهندسی شنیداری (به انگلیسی: Audio engineering)، تخصصی است بین رشته‌ای که در آن دانش پردازش سیگنال‌های دیجیتال، هوش مصنوعی (یادگیری ماشین و یادگیری عمیق)، پردازش زبان طبیعی و تا حدی آکوستیک صدا و موسیقی و حتی بینایی ماشین با هم آمیخته می شوند. مهندسی صدا با صدابرداری متفاوت است. به دلیل گسترش ارتباط انسان با رایانه ها و ربات ها از طریق رابط کاربری صوتی و گسترش هوش مصنوعی در این زمینه، حجم عظیمی از کارهای انجام شده در حوزه فنآوری به مهندسی صدا مرتبط است.
از لحاظ آکادمیک رشته کارشناسی ارشد مهندسی صدا تخصصی بین رشته‌ای است و در ایران تنها در دانشگاه صدا و سیما و در گروه مهندسی صدا در آن دانشگاه ارائه می‌شود.

## تحقیق و توسعه

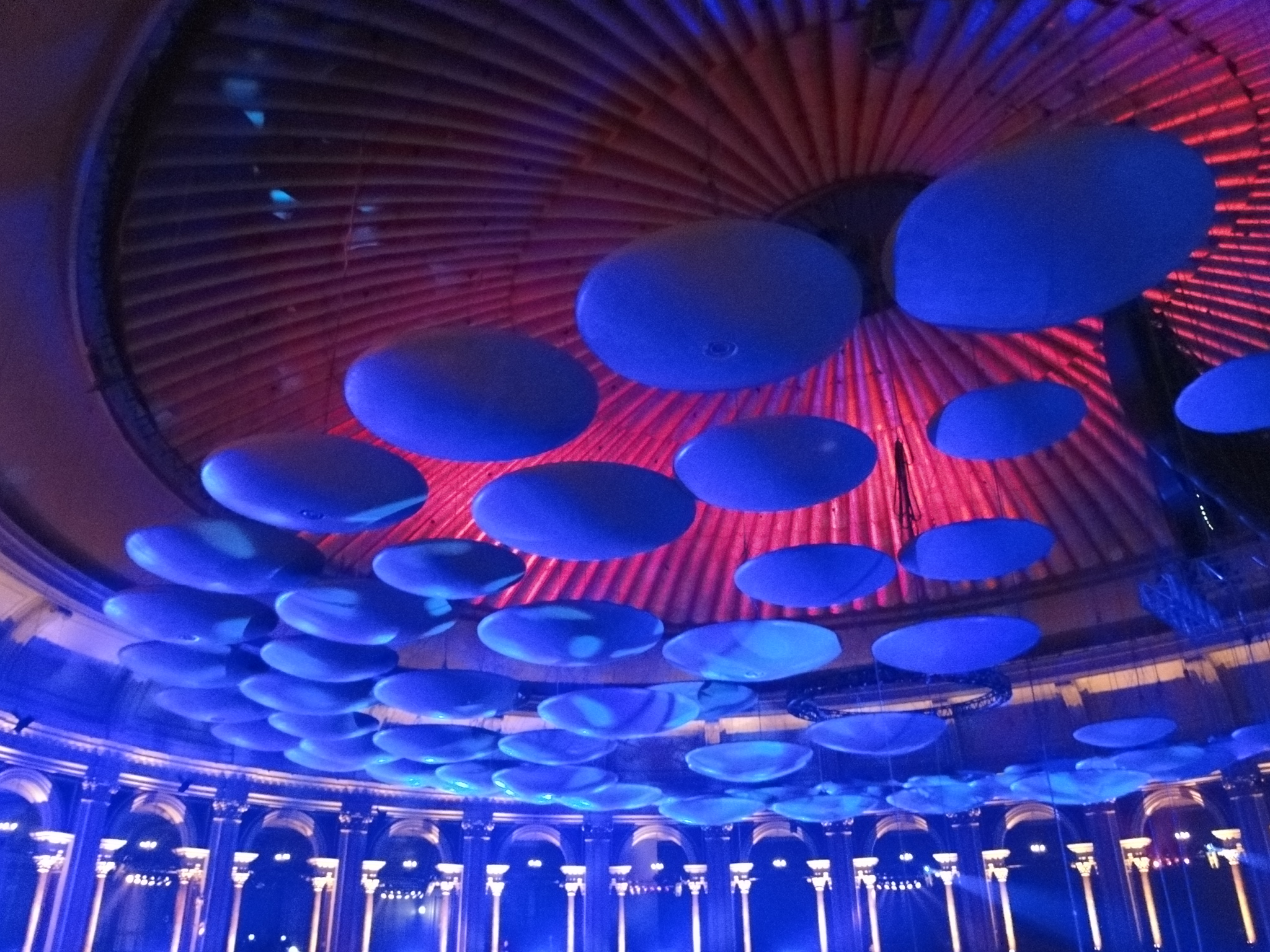
دیسک های صوتی از سقف رویال آلبرت هال لندن آویزان شده است

تحقیق و توسعه در مهندسی صدا از سطح انتشار سیگنال آکوستیکی (اعم از صوت انسان یا موسیقی و غیره) تا سطوح بالاتر شناختی و ادراک مفاهیم موجود در سیگنال های صوتی مانند کلمات و حالات احساسی و غیره را شامل می شود. هدف از پژوهش در این رشته تربیت مهندسینی است که با کسب شناخت و تواناییهای لازم، قادر باشند کلیه ی فعالیتهای پژوهشی و عملی مرتبط با پردازش، بازشناسی صدا و تبديل و ترجمه ي آنلاين، جستجو و استخراج اطلاعات، تولید، تشخیص و تبديل صداها، محرمانه سازی، تشخيص احساس و انگيزه، افزايش كيفيت و قابليت فهم صداها، تفكيك صداهاي آميخته، تولید هوشمند صداهای متمرکز در مکانهای خاصی از یك محیط به جهت خصوصی سازی صداها بدون نیاز به هدفون، تولید صداهای چندبعدی، تولید صداها در محیط های واقعیت مجازی، پردازشهای سطح بالا و شناختی از صدای انسان برای اهدافی مانند تشخیص احساسات و هیجانات، سیستم های امنیتی صوتی، تولید خودکار و هوشمند موسیقی، تبدیل گفتارهای مختلف به متن و بالعکس سنتز گفتارهای مختلف با لحاظ کردن لهجه ها و احساسات، تبدیل صداهای گویندههای مختلف به یکدیگر مخصوصاً تبدیل به صداهای ماندگار، تبدیل صدای آسیب دیده و بیمار به صدای واضح و عادی، جستجوی کلمات و عبارات در فایلهای صوتی، تشخیص خودکار لهجه و زبان، جداسازی گفتارهای ترکیب شده در یك محیط آکوستیکی و بهسازی کیفیت گفتار آلوده شده به نویز و پژواك، واخنش یا صداهای مزاحم، تشخیصو شناسایی گوینده، سیستم توصیه گر موسیقی ایرانی و بسیاری موارد دیگر را انجام دهند. دركنار اين پردازشهاي هوشمند، امكان مدلسازي و شبيه سازي وضعيت انتشار آكوستيكي نيز در طي اين دوره آموزش داده خواهد شد.

### پردازش سیگنال صوتی
مهندسان صدا الگوریتم‌های پردازش سیگنال صوتی را توسعه می‌دهند تا امکان دستکاری الکترونیکی سیگنال‌های صوتی را فراهم کنند. اینها می توانند در قلب بسیاری از تولیدات صوتی مانند ریورب، تنظیم خودکار (Auto-Tune) یا کدگذاری ادراکی (کدک) (مانند MP3 یا اپاس) پردازش شوند. روش دیگر، الگوریتم‌ها ممکن است سرکوب اکو را انجام دهند، یا محتوای صوتی را از طریق بازیابی اطلاعات موسیقی یا شناسایی هویت موسیقی دسته‌بندی کنند. این پردازش ها و مانند آنها در سطح سیگنال منتشر شده است ولی پردازش های سطوح بالاتر صدا توسط الگوریتم های یادگیری ماشین و شبکه های عصبی عمیق انجام می شود.

## دروس رشته مهندسی صدا
رشته مهندسی صدا برای دو سال تحصیلی برنامه‌ریزی شده‌است. ترم اول حاوی دروس پایه و اصلی و جبرانی است که عبارتند از: فرایندهای تصادفی، پردازش صوت دیجیتال، و یادگیری ماشین که درس فرآیندهای تصادفی با رشته ی مهندسی برق مخابرات مشترک است. دروس جبرانی پردازش سیگنال دیجیتال (DSP) و مبانی صدا (و آکوستیک) نیز بعنوان دروس جبرانی تدریس خواهند شد تا دانش کافی در انجام پروژه های صوتی به دست آید.
در ترم دوم، دروس یادگیری عمیق (Deep Learning)، به همراه پردازش زبان های طبیعی (NLP) و پردازش سیگنال دیجیتال پیشرفته (ADSP) در کنار روش تحقیق تدریس می شود و دانشجویان باید در انتهای این ترم سمینارهای پژوهشی خود را تعریف نمایند. 
در ترم سوم، دروس مباحث ویژه ی 1 و مباحث ویژه ی 2 تدریس خواهند شد که محتوای این دو درس بنا بر نیاز دانشجویان در پروژه های کارشناسی ارشد و توسعه علم و تکنولوژی در این حوزه در نظر گرفته خواهد شد. در حال حاضر، پردازش زبان های طبیعی پیشرفته (حاوی روشهای مدرن و LLM ها و تکنیک های بهره گیری از آنها و روشهای API نویسی و Dockerize کردن و توسعه نرم افزارهای هوشمندو غیره) و نیز مباحث پیشرفته در یادگیری عمیق (یادگیری تقویتی، روشهای فشرده سازی مدلها، روشهای مبتنی بر گراف، توسعه مدل های توضیح پذیر (Explainable AI) و حتی مباحثی مرتبط با بینایی ماشین و ارتباط آن با صوت (سیگنال های مالتی مدالیته)و مباحث دیگر) به ترتیب محتوای این دو درس را تشکیل می دهند. 
در ترم چهارم و اغلب موارد ترم پنجم انجام پروژه ی پژوهشی کارشناسی ارشد تنها وظیفه ی دانشجوی کارشناسی ارشد مهندسی صدا خواهد بود.  

## ادامه تحصیل فارغ التحصیلان مهندسی صدا

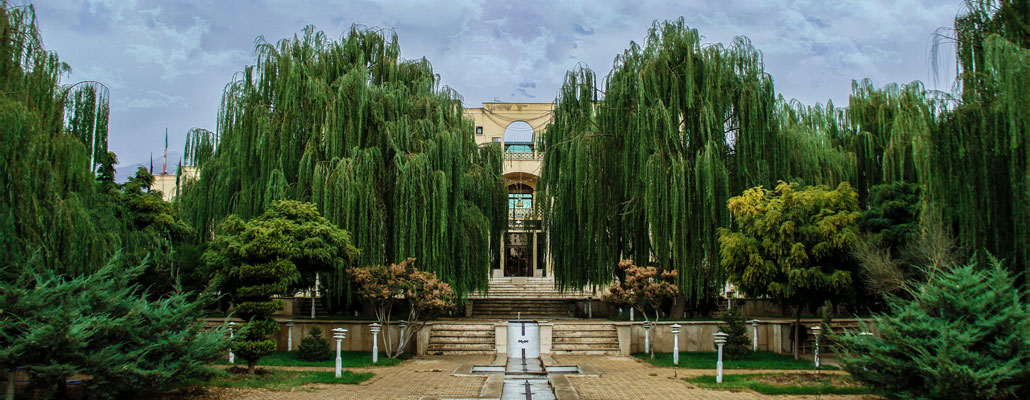
تهران - دانشگاه صدا و سیما- دانشکده فنی و مهندسی رسانه

با توجه به اینکه دانشجویان این رشته دروس مورد نیاز برای دکتری مخابرات سیستم (بجز مخابرات پیشرفته) و دکتری هوش مصنوعی را کامل گذرانده اند، بنابراین ادامه ی تحصیل در هر دو رشته ی مذکور در مقطع دکتری برای فارغ التحصیلان این رشته میسر است و سابقه ی هر دو پذیرش از فارغ التحصیلان قبلی این رشته در دانشگاه های تراز اول کشور وجود دارد. 

## بازار کار و استخدام مهندسی صدا در سازمان صدا و سیما
در ایران این رشته تحصیلی فقط در دانشگاه صدا و سیما  ارائه می‌شود و از سال ۱۳۹۲ پذیرش دانشجو در مقطع کارشناسی ارشد این رشته صورت گرفته‌است و بعدها صرفاً از طریق کنکور سراسری و طبق رتبه کنکور انجام می‌شود. در حال حاضر پذیرش رشته کارشناسی ارشد مهندسی صدا، همچون سایر رشته‌های این دانشگاه صرفاً از طریق کنکور و دفترچه انتخاب رشته سازمان سنجش امکان‌پذیر است. داوطلبان به میزان ۵ برابر ظرفیت به مصاحبه علمی و تخصصی و عمومی دعوت می‌شوند و در نهایت افراد نهایی بصورت متمرکز اما با مصاحبه پذیرش خواهند شد. در خصوص جزئیات انتخاب رشته و معرفی رشته و توضیحات مصاحبه هر ساله کتابچه راهنما در وب سایت دانشگاه صدا و سیما تحت عنوان همیار انتخاب رشته  منتشر می‌شود که شامل اطلاعاتی کامل از رشته و دانشگاه است.
نکته ی قابل توجه این است که داوطلبان از هر دو رشته ی مهندسی کامپیوتر و مهندسی برق می توانند در کدرشته های دفترچه های کارشناسی ارشد خود با رشته ی مهندسی صدا مواجه شوند و همانطور که بالاتر توضیح داده شد رشته ی مهندسی صدا هم به رشته ی مخابرات سیستم (پردازش سیگنال) و هم هوش مصنوعی بسیار نزدیک است. 
از لحاظ بازار کار و شرایط اشتغال با توجه به ارائه این رشته توسط دانشگاه صدا و سیما، فارغ‌التحصیل‌های مقطع روزانه این رشته در صورت داشتن شرایط مطلوب آموزشی و پژوهشی و اخلاقی و جدول امتیازی، در حال حاضر شرایط بسیار مناسبی با توجه به نیاز سازمان صدا و سیما به نیروی انسانی در حوزه فنی و مهندسی دارند که برای انتخاب رشته‌های فنی و مهندسی این دانشگاه حائز اهمیت است. البته برای فارغ التحصیلان شبانه ی این رشته نیز در صورتیکه از معدل بالایی برخوردار باشند امکان معرفی به سازمان و حضور در گزینش سازمان و حتی استخدام رسمی وجود دارد. 
با توجه به الگوی جدید مشاغل در سازمان صدا و سیما (مصوبه سال 1400) مشاغل متعددی به فارغ التحصیلان این رشته مرتبط خواهد شد که در بخشهای مختلفی از سازمان از معاونت فنی تا معاونت صدا، معاونت سیما، معاونت برون مرزی و غیره را شامل می شوند و عمدتاً به انجام پردازش های پیشرفته سیگنال ها و توسعه ی نرم افزارهای مرتبط با هوش مصنوعی معطوف خواهد شد. 
در سایت این دانشگاه، یک کتابچه در خصوص معرفی رشته مهندسی صدا تحت عنوان همیار انتخاب رشته هر ساله در ایام انتخاب رشته کارشناسی ارشد توسط روابط عمومی دانشگاه در وب سایت رسمی دانشگاه صدا و سیما قرار می‌گیرد که شامل معرفی کامل رشته مهندسی صدا و چارت دروس تحصیلی، امکانات دانشکده و عناوین پایان‌نامه‌های تحصیلی در رشته مهندسی صدا می‌باشد.
آخرین رتبه قبولی در این رشته هر ساله متفاوت است اما میانه رتبه دعوت به مصاحبه ۵ برابر ظرفیت برای خواهران در مقطع روزانه حدود رتبه ۲۰۰ و برای برادران حدود رتبه ۴۰۰ می‌باشد. هر ساله داوطلبان بسیاری با رتبه‌های زیر ۱۰۰ کنکور کارشناسی ارشد مهندسی برق این رشته را به دلیل مشخص بودن آینده شغلی آن در کنار خاص بودن این رشته انتخاب می‌کنند.

## توانمندی های یک فارغ التحصیل مهندسی صدا

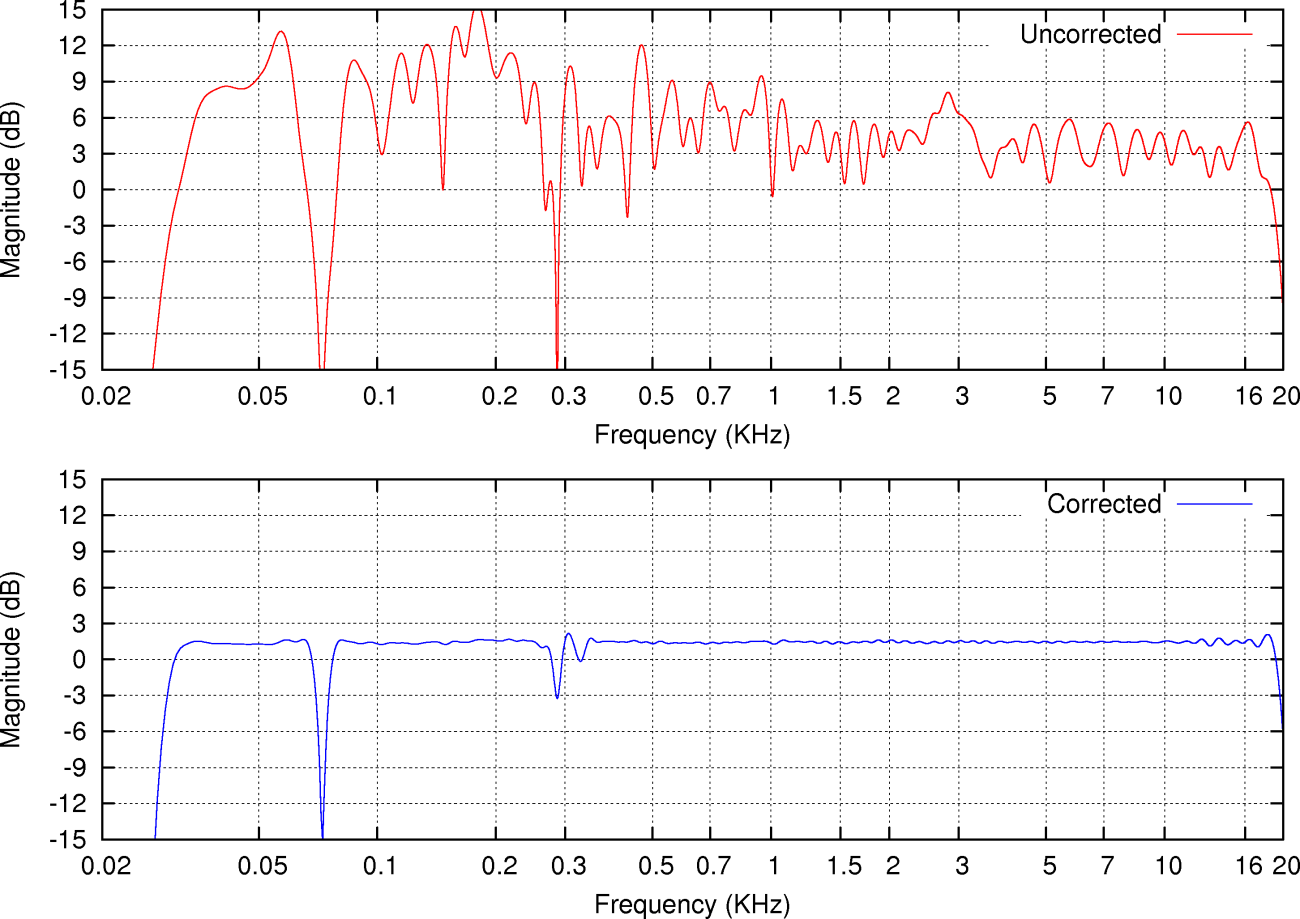
تصحیح پاسخ فرکانسی اتاق

یک مهندس صدا در انتهای دوره ی خود قابلیت های متعددی را کسب خواهد کرد. این توانمندی ها بطور خلاصه عبارتند از:
- پردازش سیگنال دیجیتال
- یادگیری ماشین
- یادگیری عمیق و شبکه های عصبی
- پردازش زبان های طبیعی
- بینایی ماشین
- فشرده‌سازی داده‌ها
- پردازش آرایه ای میکروفن ها و بلندگوها
- سیستم های توصیه گر
- تولید خودکار موسیقی
- واترمارکینگ و نهان نگاری صوتی
- جعل شناسی و اصالت سنجی گفتار
- تبدیل گفتار به گفتار، گفتار به تصویر یا ویدیو و بالعکس
- تشخیص احساسات از روی گفتار
- تبدیل گفتار به متن(ASR) و متن به گفتار (TTS)
- بهسازی گفتارهای آلوده به نویز و واخنش
- جداسازی کور سیگنال های گفتار
- امکان جستجوی هوشمند در سیگنال های گفتار و موسیقی
- طراحی و ساخت چت بات های صوتی و متنی و ترکیبی
- طراحی سیستم های هوشمند پادکست
- سیستم های دستیار صوتی
- پاتولوژی و بیماری شناسی گفتار
- خلاصه سازی گفتار، متن یا ویدیو
- شناسایی/تشخیص گوینده
- تولید صداهای چندبُعدی و غوطه ور (immersive)